# Califanthura pingouin
Califanthura pingouin là một loài chân đều trong họ Paranthuridae. Loài này được Kensley miêu tả khoa học năm 1980.